# Canton de Chartreuse-Guiers
Le canton de Chartreuse-Guiers est une circonscription électorale française du département de l'Isère.

## Histoire
Un nouveau découpage territorial de l'Isère entre en vigueur à l'occasion des élections départementales de 2015. Il est défini par le décret du 18 février 2014, en application des lois du 17 mai 2013 (loi organique 2013-402 et loi 2013-403). Les conseillers départementaux sont, à compter de ces élections, élus au scrutin majoritaire binominal mixte. Les électeurs de chaque canton élisent au Conseil départemental, nouvelle appellation du Conseil général, deux membres de sexe différent, qui se présentent en binôme de candidats. Les conseillers départementaux sont élus pour 6 ans au scrutin binominal majoritaire à deux tours, l'accès au second tour nécessitant 12,5 % des inscrits au 1er tour. En outre la totalité des conseillers départementaux est renouvelée. Ce nouveau mode de scrutin nécessite un redécoupage des cantons dont le nombre est divisé par deux avec arrondi à l'unité impaire supérieure si ce nombre n'est pas entier impair, assorti de conditions de seuils minimaux. Dans l'Isère, le nombre de cantons passe ainsi de 58 à 29.
Le canton de Chartreuse-Guiers est formé de communes des anciens cantons de Pont-de-Beauvoisin (11 communes), de Saint-Geoire-en-Valdaine (7 communes) et de Saint-Laurent-du-Pont (7 communes). Avec ce redécoupage administratif, le territoire du canton s'affranchit des limites d'arrondissements, avec 18 communes incluses dans l'arrondissement de La Tour-du-Pin et 7 dans l'arrondissement de Grenoble. Le bureau centralisateur est situé à Saint-Laurent-du-Pont.

## Représentation
| Période élective | Période élective | Mandat | Mandat   | Identité                   | Nuance | Nuance | Qualité |
| ---------------- | ---------------- | ------ | -------- | -------------------------- | ------ | ------ | --- |
| 2015             | 2021             | 2015   | 2021     | Céline Burlet              |        | DVD    | Première adjointe au maire de Saint-Pierre-de-Chartreuse jusqu'en 2020                                                                         |
| 2015             | 2021             | 2015   | 2021     | André Gillet               |        | DVD    | Ancien conseiller général du Canton de Saint-Geoire-en-Valdaine Ancien maire de Charancieu Vice-Président délégué aux bâtiments départementaux |
| 2021             | 2028             | 2021   | en cours | Céline Dolgopyatoff Burlet |        | DVC    | Directrice marketing communication, conseillère sortante 9ème vice-présidente chargée de l'environnement et de la biodiversité                 |
| 2021             | 2028             | 2021   | en cours | Roger Marcel               |        | DVC    | Retraité, maire d'Aoste |

### Résultats détaillés

#### Élections de mars 2015
À l'issue du 1er tour des élections départementales de 2015, deux binômes sont en ballottage : Damien Berthelemy et Muriel Burgaz (FN, 32,59 %) et Céline Burlet et André Gillet (Union de la Droite, 28,75 %). Le taux de participation est de 51,26 % (12 579 votants sur 24 538 inscrits) contre 49,24 % au niveau départemental et 50,17 % au niveau national.
Au second tour, Céline Burlet et André Gillet (Union de la Droite) sont élus avec 61,21 % des suffrages exprimés et un taux de participation de 51,44 % (6 888 voix pour 12 625 votants et 24 541 inscrits).

#### Élections de juin 2021
Le premier tour des élections départementales de 2021 est marqué par un très faible taux de participation (33,26 % au niveau national). Dans le canton de Chartreuse-Guiers, ce taux de participation est de 31,39 % (8 049 votants sur 25 639 inscrits) contre 31,88 % au niveau départemental. À l'issue de ce premier tour, deux binômes sont en ballottage : Céline Dolgopyatoff Burlet et Roger Marcel (DVC, 45,91 %) et Jean-Marc Fugier et Nicole Pignard-Marthod (Union à gauche avec des écologistes, 31,38 %).
Le second tour des élections est marqué une nouvelle fois par une abstention massive équivalente au premier tour. Les taux de participation sont de 34,36 % au niveau national, 32,23 % dans le département et 31,53 % dans le canton de Chartreuse-Guiers. Céline Dolgopyatoff Burlet et Roger Marcel (DVC) sont élus avec 65,03 % des suffrages exprimés (4 979 voix pour 8 088 votants et 25 652 inscrits),,.

## Composition
Lors de sa création, le canton de Chartreuse-Guiers comprend vingt-cinq communes entières.
À la suite de la fusion des Abrets, de La Bâtie-Divisin et de Fitilieu au 1er janvier 2016 pour former la commune nouvelle des Abrets en Dauphiné, il est composé de vingt-trois communes.
| Nom                                           | Code Insee | Intercommunalité        | Superficie (km2) | Population (dernière pop. légale) | Densité (hab./km2) | Modifier                                    |
| --------------------------------------------- | ---------- | ----------------------- | ---------------- | --------------------------------- | ------------------ | ------------------------------------------- |
| Saint-Laurent-du-Pont (bureau centralisateur) | 38412      | CC Cœur de Chartreuse   | 35,25            | 4 502 (2022)                      | 128                | modifier les données · modifier les données |
| Les Abrets en Dauphiné                        | 38001      | CC Les Vals du Dauphiné | 27,41            | 6 713 (2022)                      | 245                | modifier les données · modifier les données |
| Aoste                                         | 38012      | CC Les Vals du Dauphiné | 9,82             | 2 869 (2022)                      | 292                | modifier les données · modifier les données |
| Charancieu                                    | 38080      | CA du Pays voironnais   | 5,53             | 748 (2022)                        | 135                | modifier les données · modifier les données |
| Chimilin                                      | 38104      | CC Les Vals du Dauphiné | 9,66             | 1 396 (2022)                      | 145                | modifier les données · modifier les données |
| Entre-deux-Guiers                             | 38155      | CC Cœur de Chartreuse   | 10,55            | 1 897 (2022)                      | 180                | modifier les données · modifier les données |
| Granieu                                       | 38183      | CC Les Vals du Dauphiné | 3,73             | 516 (2022)                        | 138                | modifier les données · modifier les données |
| Merlas                                        | 38228      | CA du Pays voironnais   | 15,64            | 466 (2022)                        | 30                 | modifier les données · modifier les données |
| Miribel-les-Échelles                          | 38236      | CC Cœur de Chartreuse   | 29,34            | 1 740 (2022)                      | 59                 | modifier les données · modifier les données |
| Le Pont-de-Beauvoisin                         | 38315      | CC Les Vals du Dauphiné | 7,36             | 3 582 (2022)                      | 487                | modifier les données · modifier les données |
| Pressins                                      | 38323      | CC Les Vals du Dauphiné | 10,10            | 1 181 (2022)                      | 117                | modifier les données · modifier les données |
| Romagnieu                                     | 38343      | CC Les Vals du Dauphiné | 17,11            | 1 732 (2022)                      | 101                | modifier les données · modifier les données |
| Saint-Albin-de-Vaulserre                      | 38354      | CC Les Vals du Dauphiné | 4,99             | 421 (2022)                        | 84                 | modifier les données · modifier les données |
| Saint-Bueil                                   | 38372      | CA du Pays voironnais   | 3,81             | 707 (2022)                        | 186                | modifier les données · modifier les données |
| Saint-Christophe-sur-Guiers                   | 38376      | CC Cœur de Chartreuse   | 23,54            | 836 (2022)                        | 36                 | modifier les données · modifier les données |
| Saint-Geoire-en-Valdaine                      | 38386      | CA du Pays voironnais   | 16,73            | 2 388 (2022)                      | 143                | modifier les données · modifier les données |
| Saint-Jean-d'Avelanne                         | 38398      | CC Les Vals du Dauphiné | 7,85             | 979 (2022)                        | 125                | modifier les données · modifier les données |
| Saint-Joseph-de-Rivière                       | 38405      | CC Cœur de Chartreuse   | 17,39            | 1 243 (2022)                      | 71                 | modifier les données · modifier les données |
| Saint-Martin-de-Vaulserre                     | 38420      | CC Les Vals du Dauphiné | 3,92             | 241 (2022)                        | 61                 | modifier les données · modifier les données |
| Saint-Pierre-d'Entremont                      | 38446      | CC Cœur de Chartreuse   | 32,31            | 576 (2022)                        | 18                 | modifier les données · modifier les données |
| Saint-Pierre-de-Chartreuse                    | 38442      | CC Cœur de Chartreuse   | 80,12            | 935 (2022)                        | 12                 | modifier les données · modifier les données |
| Velanne                                       | 38531      | CA du Pays voironnais   | 8,04             | 568 (2022)                        | 71                 | modifier les données · modifier les données |
| Voissant                                      | 38564      | CA du Pays voironnais   | 3,88             | 236 (2022)                        | 61                 | modifier les données · modifier les données |
| Canton de Chartreuse-Guiers                   | 3803       |                         | 384,08           | 36 472 (2022)                     | 95                 | modifier les données                        |

## Démographie
En 2022, le canton comptait 36 472 habitants, en évolution de +1,75 % par rapport à 2016 (Isère : +3,07 %, France hors Mayotte : +2,11 %).
| 2013   | 2018   | 2022   |
| ------ | ------ | ------ |
| 35 515 | 35 887 | 36 472 |